# Argyrotypie

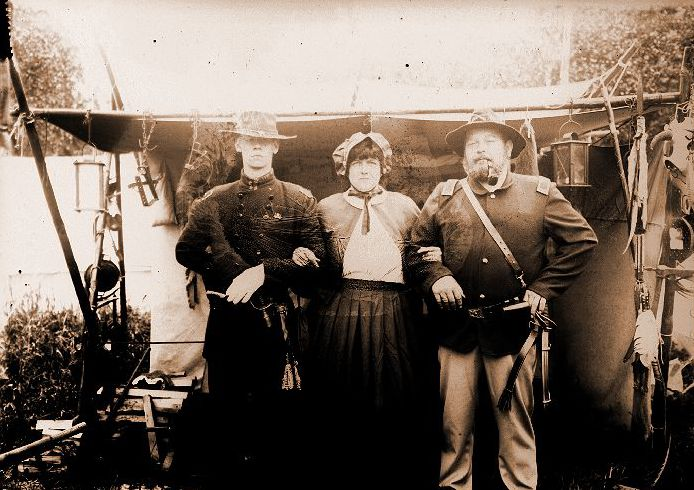
Argyrotypie (2001) – Fotoplatte bei Sonnenlicht auf Aquarellpapier auskopiert

Das fotografische Verfahren der Argyrotypie ist eine 1991 von Mike Ware erfolgte Weiterentwicklung eines alten Eisen-Silber-Verfahrens. Das früheste dieser Verfahren wurde 1842 von Sir John Herschel als Argentotypie bezeichnet.
Aus diesen Grundlagen entwickelte sich das auch heute noch angewendete Edeldruckverfahren, die Argyrotypie. Eine saure Lösung aus Silbersulfamat und einem Eisen-(III)-Salz wird als lichtempfindliche Substanz auf ein geeignetes Substrat, wie Aquarellpapier, aufgebracht und getrocknet. Diese photosensitive Beschichtung ist relativ unempfindlich, wie bei den meisten anderen alternativen Verfahren, so dass der Druck bei direktem Kontakt mit einem großformatigen Negativ einige Minuten im Sonnenlicht oder unter Verwendung einer ultravioletten Lampe belichtet werden muss. Anschließend wird das belichtete Bild in Wasser entwickelt und mit Natriumthiosulfatlösung fixiert.
Im Fachhandel gibt es komplette Kits aus einer gebrauchsfertigen Lösung und speziellem Papier zu kaufen. Der Fotograf kann dieses Papier mit der Lösung bestreichen und trocknen lassen, um das Negativ im Kontaktrahmen aufgelegt in der Sonne zu belichten, zu wässern und zu fixieren. Die bräunlichen Fotos können abschließend getönt werden.